# LayCool
 (mai 2011).
Si vous disposez d'ouvrages ou d'articles de référence ou si vous connaissez des sites web de qualité traitant du thème abordé ici, merci de compléter l'article en donnant les références utiles à sa vérifiabilité et en les liant à la section « Notes et références ».
Palmarès
WWE Divas Championship (1 fois) – McCool
WWE Women's Championship – Layla et McCool
LayCool (souvent marquée Lay-Cool ou Équipe LayCool) était une équipe de catcheuses heels composée de Layla et Michelle McCool. Elles travaillaient à la World Wrestling Entertainment, dans la division SmackDown. Parfois citées comme étant la meilleure équipe féminine qu'a connu la WWE, elles seront à deux reprises championnes: une fois Championne Féminine (la vraie championne étant Layla), et une autre fois Championne des Divas (la vraie championne étant Michelle McCool).

## Historique

### Rivalités diverses (2009-2011)
Michelle McCool et Layla commenceront à faire équipe ensemble vers l'été 2009 alors que Michelle était Championne Féminine de la WWE et est en rivalité avec Melina pour le titre. Elles entrent ensuite en rivalité avec Mickie James en novembre, à la suite de son transfert vers SmackDown. Après l'avoir humiliée pendant des semaines, notamment en la surnommant Piggie James (pig veut dire cochon), Michelle McCool finit par perdre son titre contre Mickie lors du Royal Rumble 2010 dans un match qui n'a duré que quelques secondes. Les LayCool se feront humiliées à leur tour en se faisant prendre un gâteau dans la figure par les autres Divas de la WWE. Lors de l' Elimination Chamber 2010, les LayCool gagnent contre Maryse et Gail Kim, contraintes de faire équipe ensemble alors qu'elles devaient s'affronter pour le Championnat des Divas ce soir-là. Michelle McCool reprend le titre le 26 février à SmackDown grâce à Vickie Guerrero qui était l'arbitre spéciale de son match face à Mickie James. À WrestleMania XXVI, les LayCool, Maryse, Alicia Fox et Vickie Guerrero battent Mickie James, Kelly Kelly, Beth Phoenix, Eve Torres et Gail Kim. Michelle McCool perdra son titre face à Beth Phoenix lors d'Extreme Rules 2010 dans un Extreme Makeover Match. 
Le 14 mai à SmackDown, lors d'un Tornado Handicap Match, Layla remporte le titre en faisant le tombé sur Beth Phoenix, blessée. Layla devient donc championne féminine pour la première fois de sa carrière, et la première femme de nationalité britannique à remporter la ceinture. À la suite de cette victoire, les LayCool se considèreront comme co-championnes, bien que Layla soit reconnue comme étant la Championne officielle. Le 1er juin, les LayCool deviennent les pros de Kaval lors de la seconde saison de NXT. Lors de Money in the Bank 2010, Layla, accompagnée de Michelle McCool, conserve la ceinture féminine face à Kelly Kelly qui était accompagnée de Tiffany. Kaval est déclaré gagnant de NXT saison 2 le 31 août à la suite du vote du public. Lors de Night Of Champions 2010, Michelle unifie les titres face à Melina dans un Lumberjill Match, devenant la première Championne Unifiée des Divas de l'histoire. Les LayCool se définissent une nouvelle fois co-championnes officieuses, Layla pouvant elle aussi défendre le titre. Lors de Hell in a Cell (2010), Michelle défend son titre contre Natalya mais se fait disqualifier à la suite d'une intervention ratée de Layla. Layla conservera le titre des Divas face à Natalya lors de Bragging Rights 2010. Mais les LayCool finiront par perdre les ceintures au profit de Natalya dans un match handicap deux contre une aux Survivor Series 2010. Lors de la cérémonie des Slammy Awards 2010, les LayCool remportent 2 prix: celui de Diva de l'année (Michelle a remporté une battle royale), et celui du moment knucklehead de l'année avec Layla pour leur défaite face à Mae Young le 15 novembre à Raw Old School. Lors de TLC 2010, les LayCool perdent face à Natalya et Beth Phoenix dans le premier Tag Team Tables Match de Divas de l'histoire de la WWE.
Lors du Royal Rumble 2011, les LayCool perdent dans un Fatal 4-Way Match contre Natalya et Eve Torres au profit de cette dernière qui remporte le Championnat des Divas. Le SmackDown du 4 février, les LayCool et Dolph Ziggler perdent contre Edge et Kelly Kelly dans le premier Mixed Tag Team Handicap Match pour le Championnat du monde poids lourds. À l'Elimination Chamber 2011, après qu'elles ont attaqué Kelly Kelly, elles se font à leur tour attaquer par Trish Stratus. Le 14 mars à Raw, après que les LayCool sont intervenues en faveur de Vickie Guerrero dans son match sans disqualification contre Trish Stratus, Vickie annonce un match à six où les LayCool feront équipe avec Dolph Ziggler contre Trish Stratus, Snooki et John Morrison à Wrestlemania XXVII. Le 2 avril, lors de la cérémonie du Hall of Fame 2011, les LayCool introduisent Sunny. Lors de WrestleMania le lendemain, les LayCool et Ziggler perdent contre Stratus, Snooki et Morrison.

### Séparation (2011)
Le 8 avril à SmackDown, elles perdent contre Kelly Kelly et Beth Phoenix, créant un froid dans l'équipe à la suite de cette énième défaite. Le 15 avril, Layla perd contre Kelly Kelly. À la fin de ce match, Michelle McCool pousse violemment Layla. Lors du SmackDown du 22 avril, Michelle McCool attaque Layla pendant leur deuxième thérapie de couple (la première ayant eu lieu la semaine d'avant), ce qui signifie la fin des LayCool. Le 25 avril, lors du Raw spécial Draft 2011, Layla perd contre Eve Torres. Après le match, Layla attaque Michelle qui se trouvait à l'extérieur du ring. Elles s'affrontent pour la première fois en deux ans le 29 avril à SmackDown, mais le match se finit en double décompte à l'extérieur. Après ce match, Layla propose à Michelle McCool qu'elles s'affrontent lors d' Extreme Rules 2011 dans un match sans disqualification et sans décompte à l'extérieur. Michelle accepte mais ajoute une condition: que la perdante du match quitte la WWE. Michelle McCool perd ce match et se fait ensuite attaquer par Kharma, qui venait de faire ses débuts à la WWE. Layla effectue un face turn après ce match. Elle annoncera quelques jours plus tard une blessure au genou, l'empêchant de pouvoir catcher pendant au moins 6 mois. Quant à Michelle McCool, elle sera ensuite inactive dans la fédération car son mari, l'Undertaker, a demandé qu'elle soit à ses côtés durant sa convalescence.
Lors d'Extreme Rules 2012, Layla fait son retour après 1 an d'inactivité, et remporte pour la première fois de sa carrière le WWE Divas Championship face à Nikki Bella.
Michelle McCool fait désormais partie du WWE Alumni, et a donné naissance à une petite fille nommée Kaia Faith le 28 août 2012.

## Palmarès
- WWE Women's Championship, 2 fois
- WWE Divas Championship, 1 fois
- Slammy Award du moment Knucklehead de l'année 2010
- Pros de Kaval à NXT Saison 2